# Natação no Campeonato Mundial de Esportes Aquáticos de 2019 - 100 m costas feminino
A prova dos 100 metros costas feminino da natação no Campeonato Mundial de Esportes Aquáticos de 2019 ocorreu nos dias 22 de julho e 23 de julho, em Gwangju, na Coreia do Sul. 

## Recordes
Antes desta competição, os recordes mundiais e do campeonato nesta prova eram os seguintes:
| Tipo                  | Atleta         | Tempo | Local     | Data                |
| --------------------- | -------------- | ----- | --------- | ------------------- |
|                       | Kathleen Baker | 58.00 | Irvine    | 28 de julho de 2018 |
| Recorde do campeonato | Kylie Masse    | 58.10 | Budapeste | 25 de julho de 2017 |

## Medalhistas
| Ouro              | Prata                | Bronze               |
| Kylie Masse (CAN) | Minna Atherton (AUS) | Olivia Smoliga (USA) |

## Cronograma
Todos os horários são locais (UTC+9). 
| Data        | Hora  | Evento        |
| ----------- | ----- | ------------- |
| 22 de julho | 10:00 | Eliminatórias |
| 22 de julho | 20:54 | Semifinal     |
| 23 de julho | 20:51 | Final         |

## Resultados

### Eliminatórias
Esses foram os resultados das eliminatórias. Foram realizadas no dia 22 de julho com início às 10:00. 
| Pos. | Bateria | Raia | Nadadora                | Nacionalidade        | Tempo   | Notas |
| ---- | ------- | ---- | ----------------------- | -------------------- | ------- | ----- |
| 1    | 6       | 4    | Kylie Masse             | Canadá               | 58.91   | Q     |
| 2    | 6       | 3    | Minna Atherton          | Austrália            | 59.22   | Q     |
| 3    | 5       | 3    | Kaylee McKeown          | Austrália            | 59.25   | Q     |
| 4    | 7       | 4    | Kathleen Baker          | Estados Unidos       | 59.31   | Q     |
| 5    | 7       | 5    | Olivia Smoliga          | Estados Unidos       | 59.55   | Q     |
| 6    | 5       | 4    | Taylor Ruck             | Canadá               | 59.82   | Q     |
| 7    | 7       | 6    | Georgia Davies          | Reino Unido          | 59.84   | Q     |
| 8    | 6       | 2    | Simona Kubová           | Chéquia              | 59.95   | Q     |
| 9    | 6       | 5    | Margherita Panziera     | Itália               | 59.99   | Q     |
| 10   | 7       | 3    | Natsumi Sakai           | Japão                | 1:00.05 | Q     |
| 11   | 7       | 7    | Laura Riedemann         | Alemanha             | 1:00.15 | Q     |
| 12   | 5       | 2    | Kira Toussaint          | Países Baixos        | 1:00.27 | Q     |
| 13   | 5       | 5    | Anastasia Fesikova      | Rússia               | 1:00.38 | Q     |
| 14   | 6       | 9    | Ingeborg Løyning        | Noruega              | 1:00.47 | Q,    |
| 15   | 5       | 7    | Chen Jie                | China                | 1:00.64 | Q     |
| 16   | 6       | 6    | Daria Vaskina           | Rússia               | 1:00.66 | Q     |
| 17   | 7       | 8    | Silvia Scalia           | Itália               | 1:00.74 |       |
| 18   | 7       | 0    | Im Da-sol               | Coreia do Sul        | 1:00.86 |       |
| 19   | 5       | 6    | Mie Nielsen             | Dinamarca            | 1:00.99 |       |
| 20   | 4       | 3    | Caroline Pilhatsch      | Áustria              | 1:01.07 | Q     |
| 21   | 4       | 4    | Alicja Tchórz           | Polónia              | 1:01.08 |       |
| 22   | 6       | 7    | Fu Yuanhui              | China                | 1:01.19 |       |
| 23   | 7       | 1    | Katalin Burián          | Hungria              | 1:01.22 |       |
| 24   | 5       | 8    | Stephanie Au            | Hong Kong            | 1:01.25 |       |
| 25   | 7       | 9    | Maaike de Waard         | Países Baixos        | 1:01.26 |       |
| 26   | 5       | 1    | Mimosa Jallow           | Finlândia            | 1:01.39 |       |
| 27   | 5       | 0    | Jessica Fullalove       | Reino Unido          | 1:01.40 |       |
| 28   | 6       | 1    | Béryl Gastaldello       | França               | 1:01.45 |       |
| 29   | 4       | 1    | Kristina Steina         | Letônia              | 1:01.49 |       |
| 30   | 4       | 0    | Ali Galyer              | Nova Zelândia        | 1:01.53 |       |
| 31   | 4       | 8    | África Zamorano         | Espanha              | 1:01.66 |       |
| 32   | 5       | 9    | Anastasia Gorbenko      | Israel               | 1:01.77 |       |
| 33   | 3       | 1    | Gabriela Georgieva      | Bulgária             | 1:01.81 |       |
| 34   | 6       | 0    | Michelle Coleman        | Suécia               | 1:01.95 |       |
| 35   | 4       | 2    | Ekaterina Avramova      | Turquia              | 1:02.24 |       |
| 36   | 4       | 7    | Krystal Lara            | República Dominicana | 1:02.71 |       |
| 37   | 4       | 5    | Nina Kost               | Suíça                | 1:02.86 |       |
| 38   | 3       | 7    | Celina Márquez          | El Salvador          | 1:02.94 |       |
| 39   | 3       | 5    | Mariella Venter         | África do Sul        | 1:02.95 |       |
| 40   | 4       | 9    | Tatiana Salcuțan        | Moldávia             | 1:03.08 |       |
| 41   | 3       | 4    | Karolina Hájková        | Eslováquia           | 1:03.26 |       |
| 42   | 3       | 3    | Eygló Ósk Gústafsdóttir | Islândia             | 1:03.46 |       |
| 43   | 2       | 4    | Danielle Titus          | Barbados             | 1:03.66 | Q     |
| 44   | 3       | 8    | Signhild Joensen        | Ilhas Feroé          | 1:04.04 |       |
| 45   | 4       | 6    | Isabella Arcila         | Colômbia             | 1:04.07 |       |
| 46   | 3       | 6    | Celismar Guzman         | Porto Rico           | 1:04.11 |       |
| 47   | 3       | 2    | Diana Nazarova          | Cazaquistão          | 1:04.22 |       |
| 48   | 3       | 9    | Lushavel Stickland      | Samoa                | 1:05.22 |       |
| 49   | 2       | 6    | Mia Krstevska           | Macedônia do Norte   | 1:06.00 |       |
| 50   | 3       | 0    | Kimiko Raheem           | Sri Lanka            | 1:06.52 |       |
| 51   | 1       | 2    | Robyn Lee               | Zimbabwe             | 1:06.96 |       |
| 52   | 2       | 5    | Maria Arrua             | Paraguai             | 1:07.08 |       |
| 53   | 1       | 4    | Catarina Sousa          | Angola               | 1:07.96 |       |
| 54   | 2       | 3    | Eda Zeqiri              | Kosovo               | 1:08.37 |       |
| 55   | 1       | 3    | Idealy Tendrinavalona   | Madagáscar           | 1:08.41 |       |
| 56   | 2       | 2    | Kimberly Ince           | Granada              | 1:09.85 |       |
| 57   | 2       | 9    | Leedia Al-Safadi        | Jordânia             | 1:10.11 |       |
| 58   | 2       | 7    | Colleen Furgeson        | Ilhas Marshall       | 1:13.64 |       |
| 59   | 1       | 6    | Robyn Young             | Essuatíni            | 1:13.97 |       |
| 60   | 1       | 5    | Osisang Chilton         | Palau                | 1:16.55 |       |
| 61   | 2       | 0    | Ammara Pinto            | Malawi               | 1:16.68 |       |
| 62   | 2       | 1    | Aishath Sausan          | Maldivas             | 1:19.82 |       |
| 63   | 2       | 8    | Shivani Bhatt           | Tanzânia             | 1:24.04 |       |
| 64   | 6       | 8    | Louise Hansson          | Suécia               | DNS     | DNS   |
| 64   | 7       | 2    | Katinka Hosszú          | Hungria              | DNS     | DNS   |

### Semifinal
Esses foram os resultados das semifinais. Foram realizadas no dia 22 de julho com início às 20:54 
Semifinal 1
| Pos. | Raia | Nadadora         | Nacionalidade  | Tempo   | Notas            |
| ---- | ---- | ---------------- | -------------- | ------- | ---------------- |
| 1    | 4    | Minna Atherton   | Austrália      | 58.60   | Q                |
| 2    | 3    | Taylor Ruck      | Canadá         | 58.83   | Q                |
| 3    | 5    | Kathleen Baker   | Estados Unidos | 59.03   | Q                |
| 4    | 8    | Daria Vaskina    | Rússia         | 59.46   | Q                |
| 5    | 2    | Natsumi Sakai    | Japão          | 59.71   | Q                |
| 6    | 6    | Simona Kubová    | Chéquia        | 59.79   |                  |
| 7    | 7    | Kira Toussaint   | Países Baixos  | 1:00.13 |                  |
| 8    | 1    | Ingeborg Løyning | Noruega        | 1:00.35 | Recorde nacional |

Semifinal 2
| Pos. | Raia | Nadadora            | Nacionalidade  | Tempo   | Notas |
| ---- | ---- | ------------------- | -------------- | ------- | ----- |
| 1    | 4    | Kylie Masse         | Canadá         | 58.50   | Q     |
| 2    | 5    | Kaylee McKeown      | Austrália      | 59.13   | Q     |
| 3    | 3    | Olivia Smoliga      | Estados Unidos | 59.36   | Q     |
| 4    | 7    | Laura Riedemann     | Alemanha       | 59.82   |       |
| 5    | 2    | Margherita Panziera | Itália         | 59.83   |       |
| 6    | 6    | Georgia Davies      | Reino Unido    | 59.90   |       |
| 7    | 1    | Anastasia Fesikova  | Rússia         | 1:00.33 |       |
| 8    | 8    | Chen Jie            | China          | 1:01.68 |       |

### Final
A final foi realizada em 23 de julho às 20:51. 
| Pos.              | Raia | Nadadora       | Nacionalidade  | Tempo | Notas |
| ----------------- | ---- | -------------- | -------------- | ----- | ----- |
| Medalha de ouro   | 4    | Kylie Masse    | Canadá         | 58.60 |       |
| Medalha de prata  | 5    | Minna Atherton | Austrália      | 58.85 |       |
| Medalha de bronze | 7    | Olivia Smoliga | Estados Unidos | 58.91 |       |
| 4                 | 3    | Taylor Ruck    | Canadá         | 58.96 |       |
| 5                 | 2    | Kaylee McKeown | Austrália      | 59.10 |       |
| 6                 | 6    | Kathleen Baker | Estados Unidos | 59.56 |       |
| 6                 | 8    | Natsumi Sakai  | Japão          | 59.56 |       |
| 8                 | 1    | Daria Vaskina  | Rússia         | 59.74 |       |

Legenda
| Recorde mundial       | Recorde mundial (World record)               |                       | Recorde africano                      | Recorde africano (African) |                                           | Q | Classificado por posição (Qualified) |
| Recorde do campeonato | Recorde do campeonato (Championship record)  | Recorde da América    | Recorde da América (Americas)         | q                          | Classificado por melhor tempo (Qualified) |   |                                      |
| Melhor marca do ano   | Melhor marca do ano (World leading)          | Recorde asiático      | Recorde asiático (Asian)              | DNS                        | Não largou (Did not start)                |   |                                      |
| Recorde nacional      | Recorde nacional (National record)           | Recorde europeu       | Recorde europeu (European)            | DNF                        | Não terminou (Did not finish)             |   |                                      |
| Recorde pessoal       | Recorde pessoal do atleta (Personal best)    | Recorde da Oceania    | Recorde da Oceania (Oceania)          | DSQ / DQ                   | Desclassificado (Disqualified)            |   |                                      |
| Recorde da temporada  | Recorde da temporada do atleta (Season best) | Recorde sul-americano | Recorde sul-americano (South America) | NM                         | Sem marca (No mark)                       |   |                                      |